# كارتورا
كارتورا (بالإيطالية: Cartura) هي كومونا في مقاطعة باذوة في منطقة فنيتة بشمال شرق إيطاليا، وتقع على بعد 40 كيلومترًا (25 ميلًا) جنوب غرب مدينة البندقية و15 كيلومترًا (9 ميلًا) جنوب باذوة. منذ 31 ديسمبر 2004، وصل عدد سكانها إلي 4268 نسمة، وتبلغ مساحتها 16.2 كيلومتر مربع (6.3 ميل مربع).